# Women's National Basketball Association All-Star Game

Le Women’s National Basketball Association All-Star Game, plus communément appelé WNBA All-Star Game est une rencontre exhibition annuelle de basket-ball disputée aux États-Unis entre les meilleures joueuses de la Conférence Est et de la Conférence Ouest de la Women's National Basketball Association (WNBA).

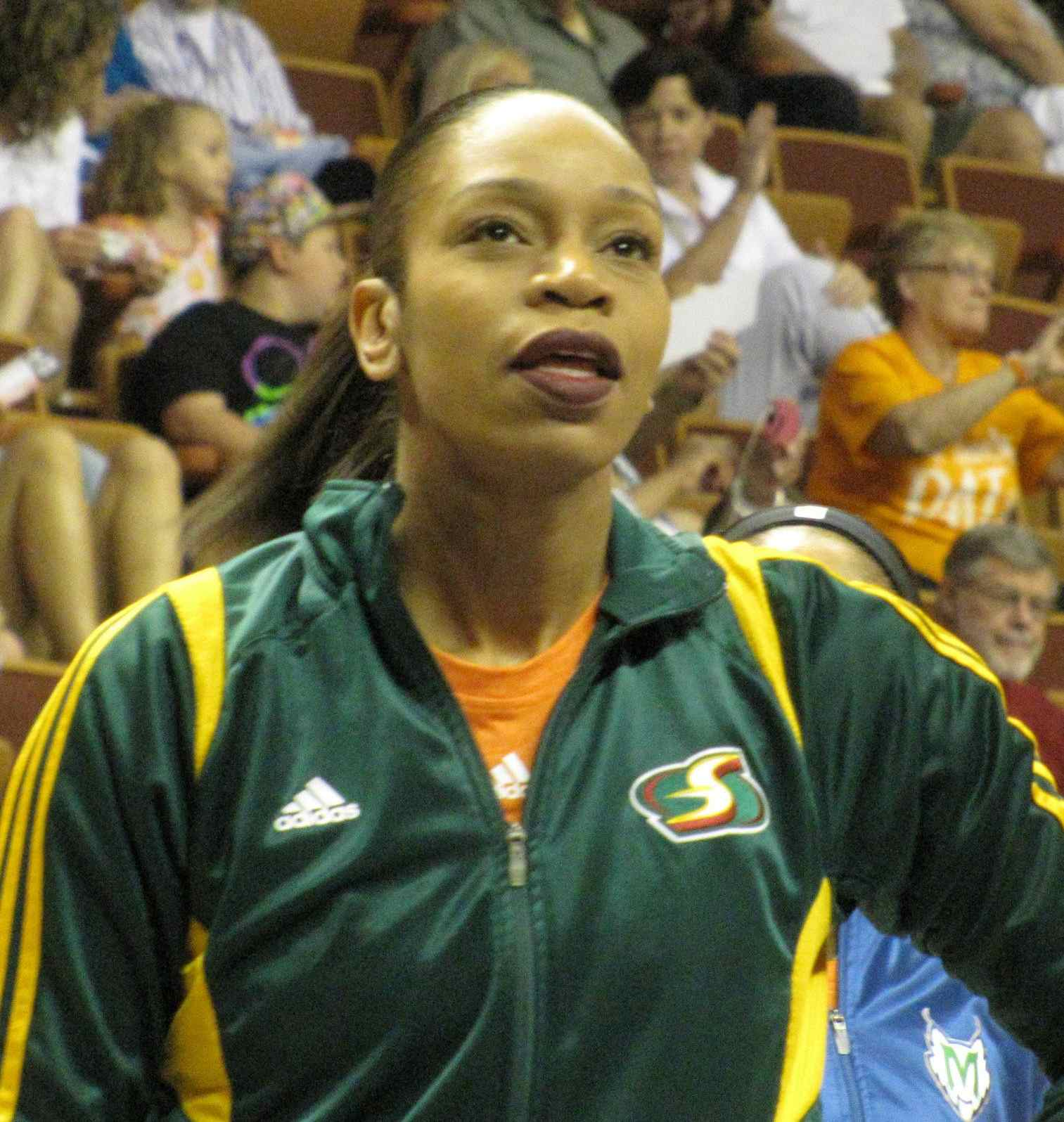
Tina Thompson, MVP 2000.

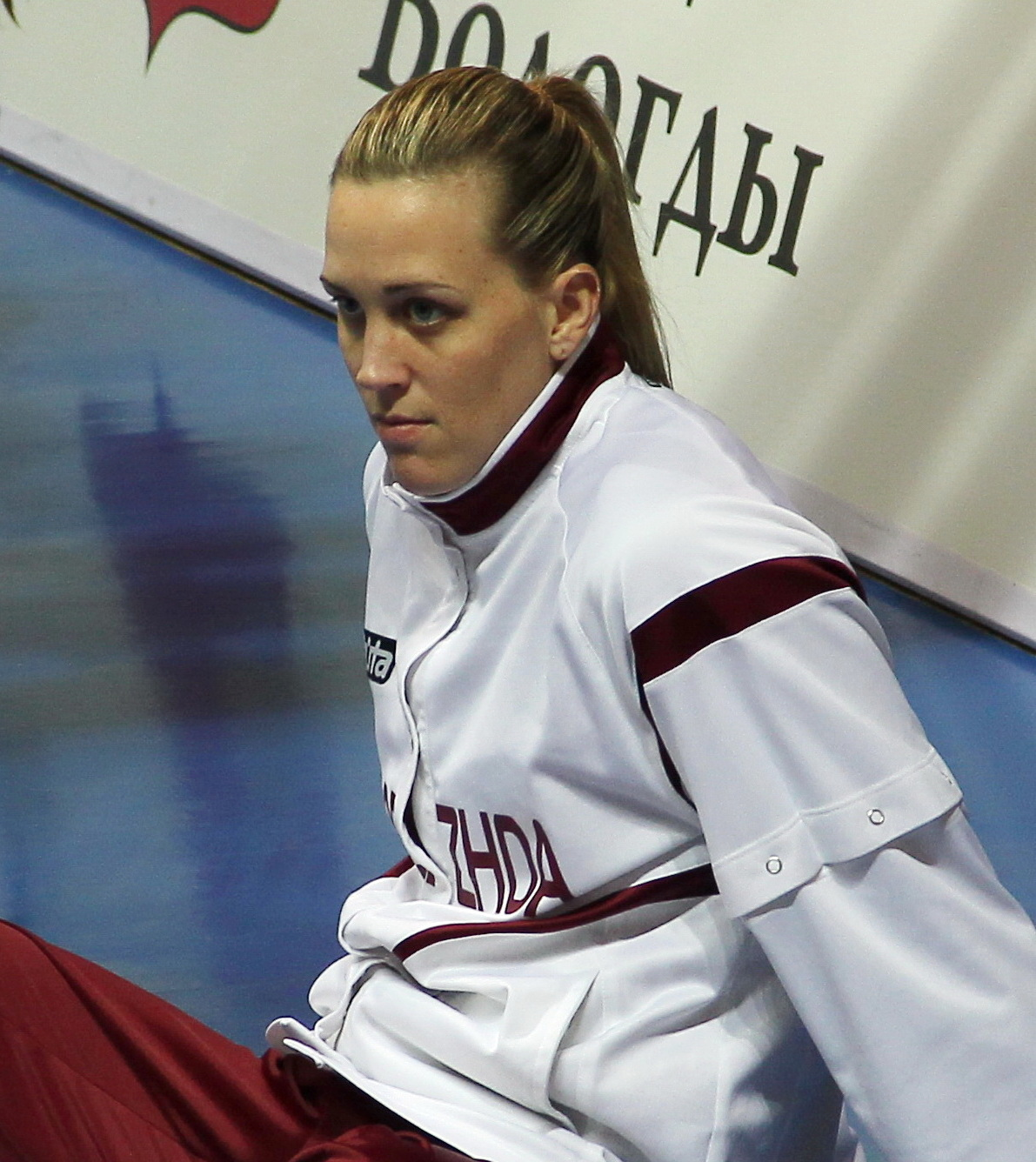
Katie Douglas, MVP 2006.

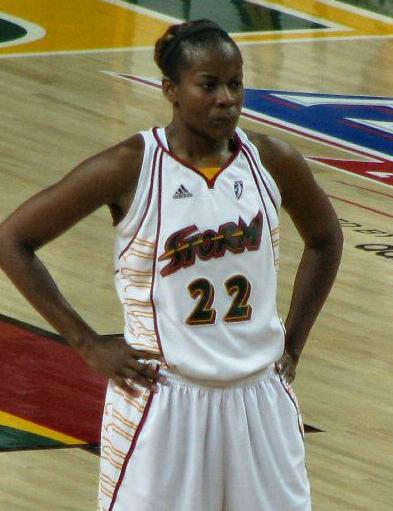
Sheryl Swoopes, MVP 2005.

## Structure
Chaque conférence est représentée par une équipe de 12 joueuses qui produisent les meilleures performances de la saison dans la ligue. Les titulaires sont choisies par les fans par courrier et internet. Les autres le sont par des personnalités de la ligue dont les entraîneurs et des médias. À l'issue du match, une Most Valuable Player (MVP) est désignée, choisie par un panel de membres des médias.
En décembre 2017, la WNBA annonce une modification des règles concernant les entraîneurs applicable en 2018. Les staffs seront ceux des franchises en tête de leur conférence deux semaines avant le All-Star Game. Précédemment, les choix étaient basés sur les résultats de la saison précédente.
Le WNBA All-Star Game 2005 eu lieu le 9 juillet à la Mohegan Sun Arena à Uncasville, Connecticut. Le match est alors le plus prolifique de l'histoire des All-Star Game, les deux équipes combinant un total de 221 points. À la fin de la rencontre, quand la victoire de l'Ouest est assurée, le match est devenu un concours de dunk virtuel. Après une tentative ratée de  Deanna Nolan, Lisa Leslie réalise le premier dunk de l'histoire du WNBA All-Star Game. Sheryl Swoopes est nommée Most Valuable Player du match pour la première fois de sa carrière, une saison après s'être retirée du jeu. Elle partage son trophée avec son fils Jordan.
Le WNBA All-Star Game 2006 a eu lieu le 12 juillet dans la salle du Liberty de New York, le Madison Square Garden. La Conférence Est remporte pour la première fois la rencontre, 98-82.
En 2009, Sylvia Fowles réussit le deuxième dunk lors d'un All-Star Game.
L'édition 2014 établit un nouveau record de points inscrits (249) et est la première à aller en prolongations. La rookie Shoni Schimmel est élue MVP en battant le record de points (29) et de paniers à trois points réussis (7). Brittney Griner réussit le troisième dunk lors d'un All-Star Game. 
L'année suivante, le record de points est de nouveau battu par Maya Moore avec 30 points inscrits en 20 minutes. Pour son dernier All-Star Game et un nouveau record de 10 sélections, Tamika Catchings inscrit 8 points pour surpasser la marque de Lisa Leslie et établir un nouveau record de points inscrits sur les All-Star Game avec 108 points.
Lors du WNBA All-Star Game 2018, Sue Bird est sélectionnée pour la onzième fois, ce qui constitue un record absolu. Maya Moore (18 points dont 9 dans les dernières minutes, 8 rebonds et 6 passes décisives) est désignée meilleure joueuse de la rencontre, son troisième titre consécutif de MVP du WNBA All-Star Game. Seul Lisa Leslie a remporté trois fois cet honneur, mais pas de manière continue. Avec un total de 119 points en carrière, Maya Moore bat le record de points détenu jusque-là par Tamika Catchings .

## Historique
En 2004, le match ne se déroule pas sous le format habituel à cause de la participation des joueuses WNBA qui participent aux Jeux olympiques 2004. Cette même année, l'équipe américaine bat une sélection de All-Stars WNBA 74-58 au Radio City Music Hall. L'édition 2010 s'est également tenue sous le même format, la sélection américaine battant la sélection WNBA 99-72.
Après l'édition 2017, dernier affrontement entre conférences, les All-Stars de la Conférence Ouest mènent 10 victoires à 4 face à leurs homologues de la Conférence Est.
Depuis 2018, une nouvelle formule est instaurée. Les joueuses jouent dans deux équipes sans égard pour leur conférence d'origine. La sélection des 22 All-Stars est faite par un vote (40 % pour les fans, 20 % pour les joueuses, 20 % pour les entraîneurs, 20 % pour les médias). Les deux joueuses les plus plébiscitées sont nommées capitaine d'une sélection et elles choisissent leurs coéquipières parmi la sélection des 22 joueuses, sans égard pour leur conférence. La sélection de la joueuse la plus populaire est dirigée par l'entraîneur avec le meilleur bilan deux semaines avant la rencontre et l'autre sélection sera dirigée par l'entraîneur avec le deuxième meilleur bilan, Dan Hughes, (Storm, 15-6, 71,4 %) est désigné pour diriger l'équipe de la joueuse qui aura reçu le plus de votes et Sandy Brondello (Mercury) l'autre équipe.
| Date       | Score                                                       | Ville hôte                                                  | Salle                                                       | MVP                                                         | Entraîneur Conférence Ouest                                 | Entraîneur Conférence Est                                   |
| ---------- | ----------------------------------------------------------- | ----------------------------------------------------------- | ----------------------------------------------------------- | ----------------------------------------------------------- | ----------------------------------------------------------- | ----------------------------------------------------------- |
| 1999 (1er) | Ouest 79 – Est 61                                           | New York                                                    | Madison Square Garden                                       | Lisa Leslie                                                 | Van Chancellor                                              | Linda Hill-MacDonald                                        |
| 2000 (2e)  | Ouest 73 – Est 61                                           | Phoenix                                                     | America West Arena                                          | Tina Thompson                                               | Van Chancellor                                              | Richie Adubato                                              |
| 2001 (3e)  | Ouest 80 – Est 72                                           | Orlando                                                     | TD Waterhouse Centre                                        | Lisa Leslie (2)                                             | Van Chancellor                                              | Richie Adubato                                              |
| 2002 (4e)  | Ouest 81 – Est 76                                           | Washington                                                  | MCI Center                                                  | Lisa Leslie (3)                                             | Michael Cooper                                              | Anne Donovan                                                |
| 2003 (5e)  | Ouest 84 – Est 75                                           | New York                                                    | Madison Square Garden                                       | Nikki Teasley                                               | Michael Cooper                                              | Richie Adubato                                              |
| 2004       | USA 74 – WNBA 58                                            | New York                                                    | Radio City Music Hall                                       | Yolanda Griffith                                            | Van Chancellor (USA)                                        | Bill Laimbeer (WNBA)                                        |
| 2005 (6e)  | Ouest 122 – Est 99                                          | Uncasville                                                  | Mohegan Sun Arena                                           | Sheryl Swoopes                                              | Anne Donovan                                                | Mike Thibault                                               |
| 2006 (7e)  | Ouest 82 - Est 98                                           | New York                                                    | Madison Square Garden                                       | Katie Douglas                                               | John Whisenant                                              | Mike Thibault                                               |
| 2007 (8e)  | Ouest 99 - Est 103                                          | Washington                                                  | Verizon Center                                              | Cheryl Ford                                                 | Jenny Boucek                                                | Bill Laimbeer                                               |
| 2008       | Pas de All-Star Game à cause des Jeux olympiques de Pékin   | Pas de All-Star Game à cause des Jeux olympiques de Pékin   | Pas de All-Star Game à cause des Jeux olympiques de Pékin   | Pas de All-Star Game à cause des Jeux olympiques de Pékin   | Pas de All-Star Game à cause des Jeux olympiques de Pékin   | Pas de All-Star Game à cause des Jeux olympiques de Pékin   |
| 2009 (9e)  | Ouest 130 – Est 118                                         | Uncasville                                                  | Mohegan Sun Arena                                           | Swin Cash                                                   | Dan Hughes                                                  | Lin Dunn                                                    |
| 2010       | USA 99 – WNBA 72                                            | Uncasville                                                  | Mohegan Sun Arena                                           | Sylvia Fowles                                               | Geno Auriemma (USA)                                         | Brian Agler (WNBA)                                          |
| 2011 (10e) | Ouest 113 - Est 118                                         | San Antonio                                                 | AT&T Center                                                 | Swin Cash (2)                                               | Brian Agler                                                 | Marynell Meadors                                            |
| 2012       | Pas de All-Star Game à cause des Jeux olympiques de Londres | Pas de All-Star Game à cause des Jeux olympiques de Londres | Pas de All-Star Game à cause des Jeux olympiques de Londres | Pas de All-Star Game à cause des Jeux olympiques de Londres | Pas de All-Star Game à cause des Jeux olympiques de Londres | Pas de All-Star Game à cause des Jeux olympiques de Londres |
| 2013 (11e) | Ouest 102 – Est 98                                          | Uncasville                                                  | Mohegan Sun Arena                                           | Candace Parker                                              | Cheryl Reeve                                                | Lin Dunn                                                    |
| 2014 (12e) | Ouest 124 – Est 125 (OT)                                    | Phoenix                                                     | US Airways Center                                           | Shoni Schimmel                                              | Cheryl Reeve                                                | Michael Cooper                                              |
| 2015 (13e) | Ouest 117 – Est 112                                         | Uncasville                                                  | Mohegan Sun Arena                                           | Maya Moore                                                  | Sandy Brondello                                             | Pokey Chatman                                               |
| 2016       | Pas de All-Star Game à cause des Jeux olympiques de Rio     | Pas de All-Star Game à cause des Jeux olympiques de Rio     | Pas de All-Star Game à cause des Jeux olympiques de Rio     | Pas de All-Star Game à cause des Jeux olympiques de Rio     | Pas de All-Star Game à cause des Jeux olympiques de Rio     | Pas de All-Star Game à cause des Jeux olympiques de Rio     |
| 2017 (14e) | Ouest 130 – Est 121                                         | Seattle                                                     | KeyArena                                                    | Maya Moore (2)                                              | Cheryl Reeve                                                | Curt Miller                                                 |
| Date       | Score                                                       | Ville hôte                                                  | Salle                                                       | MVP                                                         | Entraîneur 1                                                | Entraîneur 2                                                |
| 2018 (15e) | Parker 119 – 112 Delle Donne                                | Minneapolis                                                 | Target Center                                               | Maya Moore (3)                                              | Sandy Brondello                                             | Dan Hughes                                                  |
| 2019 (16e) | Wilson 129 – 126 Delle Donne                                | Las Vegas                                                   | Mandalay Bay Resort                                         | Erica Wheeler                                               | Bill Laimbeer                                               | Mike Thibault                                               |
| 2020       | Pas de All-Star Game à cause des Jeux olympiques de Tokyo   | Pas de All-Star Game à cause des Jeux olympiques de Tokyo   | Pas de All-Star Game à cause des Jeux olympiques de Tokyo   | Pas de All-Star Game à cause des Jeux olympiques de Tokyo   | Pas de All-Star Game à cause des Jeux olympiques de Tokyo   | Pas de All-Star Game à cause des Jeux olympiques de Tokyo   |
| 2021 (17e) | Team WNBA 93 - 85 Team USA                                  | Las Vegas                                                   | Michelob Ultra Arena                                        | Arike Ogunbowale                                            | Lisa Leslie & Tina Thompson                                 | Dawn Staley                                                 |
| 2022 (18e) | Team Wilson 134 - 112 Team Stewart                          | Chicago                                                     | Wintrust Arena                                              | Kelsey Plum                                                 | Becky Hammon                                                | James Wade                                                  |
| 2023 (19e) | Team Stewart 143 - 127 Team Wilson                          | Las Vegas                                                   | Michelob Ultra Arena                                        | Jewell Loyd                                                 | Stephanie White                                             | Becky Hammon                                                |
| 2024 (20e) | Team WNBA 117 - 109 Team USA                                | Phoenix                                                     | Footprint Center                                            | Arike Ogunbowale                                            | Cheryl Miller                                               | Cheryl Reeve                                                |

## Diffusion télévisée
Le WNBA All-Star Game 2015 est diffusé sur ABC, il obtient une audience supérieure de 23 % à l'édition précédente sur ESPN avec 583 000 téléspectateurs, dont un pic à 671 000.
La rencontre a été retransmise par ABC (2005, 2007-2013, 2015, 2016, 2018), ESPN (1999, 2001-2003, 2006, 2014) ou NBC (2000).